# Life Love Flesh Blood
Life Love Flesh Blood è il quinto album in studio della cantante irlandese Imelda May, pubblicato nel 2017.

## Tracce
Edizione standard
1. Call Me – 3:27
2. Black Tears (featuring Jeff Beck) – 4:03
3. Should've Been You – 3:38
4. Sixth Sense – 4:14
5. Human – 3:40
6. How Bad Can a Good Girl Be – 3:27
7. Bad Habit – 4:42
8. Levitate – 3:33
9. When It's My Time (featuring Jools Holland) – 5:16
10. Leave Me Lonely – 4:01
11. The Girl I Used to Be – 4:04

Edizione deluxe - Tracce bonus
1. The Longing – 5:38
2. Flesh and Blood – 3:25
3. Game Changer – 3:35
4. Love and Fear – 4:00